# Rivalité des ports français au XVIIIe siècle
À partir de 1720, le XVIIIe siècle est celui du développement du commerce colonial en France, qui enrichit les grands négociants, dont la fortune globale passe de 18 à 120 millions de livres en 70 ans. Ils sont une centaine à Saint-Malo, La Rochelle, mais surtout près de 450 à Nantes comme à Bordeaux, avec plus de dix millionnaires à Nantes, à une époque où un immeuble parisien ne vaut que 50 000 livres. Ce commerce colonial est au cœur de la rivalité économique franco-anglaise au XVIIe siècle.
- La construction navale est la gagnante de la croissance du grand commerce, avec 23 millions de livres de chiffre d'affaires en 1789 contre 6 millions en 1717, effaçant une période de retard initial qui s'était creusé en 1692 quand les lourdes pertes de la bataille de la Hougue (tentative avorté de débarquement en Angleterre) n'avaient pas été remplacées.
- Les plantations de Saint-Domingue (indigo, café, coton et surtout sucre) lancées dès 1680, connaissent une énorme expansion géographique vers le sud-ouest de la grande île des Caraïbes, ce qui permet à la France de rattraper l'Angleterre pour les exportations totales (biens industriels et coloniaux confondus, avec 400 millions de livres pour les deux pays dès 1789. Mais il s'agit aux deux-tiers de denrées coloniales ré-exportables (sucre et dans une moindre mesure café et coton) pour la France, contre un tiers seulement pour l'Angleterre, beaucoup plus industrialisée à ce stade, malgré une population deux fois moindre.
- Le textile affiche une croissance significative en France au XVIIIe siècle, la production passant de 17 millions d'aunes carrées en 1720 à 37 millions en 1789, grâce aux indiennes de coton. Mais la croissance du textile au XVIIe siècle est beaucoup plus forte en Angleterre, où elle commence plus tôt. La soie, la laine haut de gamme et les alliages soie-laine se développent à Norwich, Spitalfields, Dublin et Cantorbéry, dès la fin du XVIIe siècle, grâce aux émigrés huguenots réfugiés dans ces villes, tandis que la production de coton est dopée par une série d'inventions et d'améliorations dans la région de Manchester, bien avant que Liverpool ne devienne un port cotonnier.

## Nantes

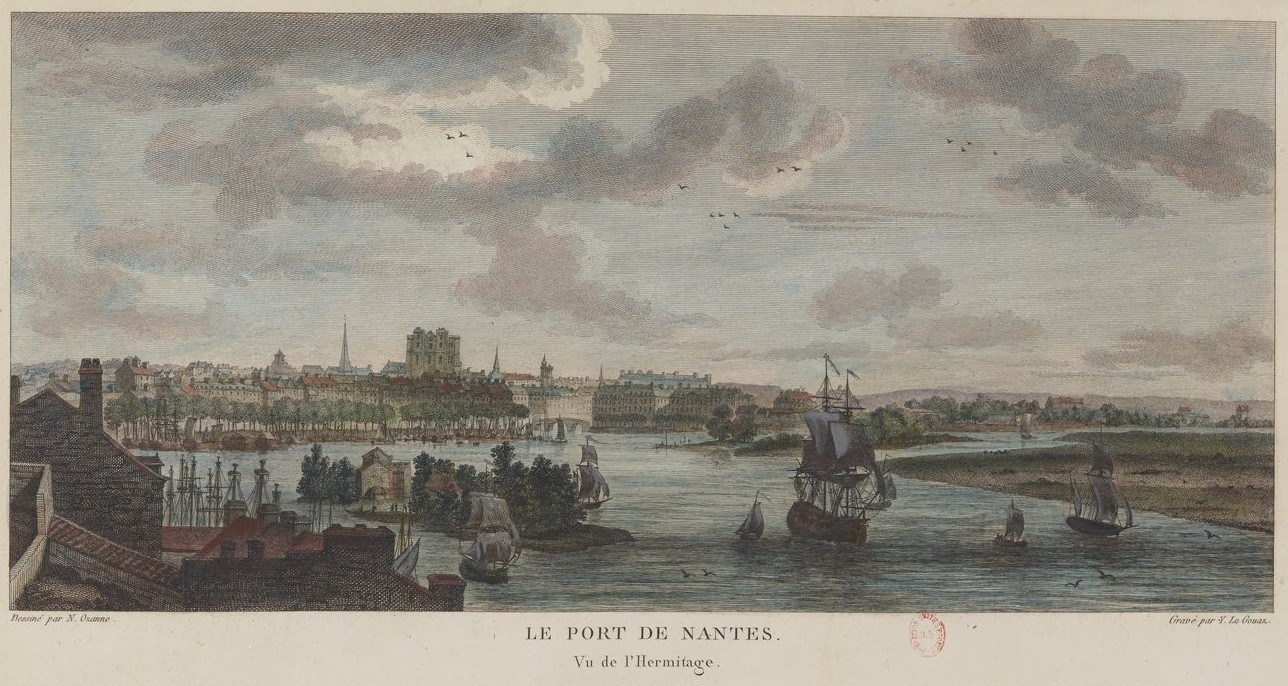
Le port de Nantes en 1776.

Principal port négrier français et l'un des plus importants d'Europe, Nantes connaît un important essor économique grâce au commerce triangulaire qui fait la fortune des armateurs nantais, les premiers à se lancer dans cette activité à grande échelle. Dès 1688, les armateurs nantais expédiaient leurs premiers esclaves noirs vers l'Amérique et 1427 expéditions y furent armées, soit 42 % du total de la traite française pendant toute son histoire, proportion qui était encore plus élevée au début du siècle.
La ville, choyée par Louis XIII et Louis XIV car historiquement plus catholique et moins protestante que sa rivale La Rochelle prend un avantage très net dès 1720, grâce à l'arrivée de nobles irlandais, accueillis par une petite communauté catholique jacobite installée dès 1652 au moment des conflits avec le protestant Oliver Cromwell. Le plus grand armateur de la ville, Antoine Walsh, figure des Irlandais de Nantes, fondateur de la société d'Angola, est un proche du roi d'Angleterre Jacques II. La Société Grou et Michel, sa grande rivale à Nantes est contrôlée par la famille parisienne de Jean-Baptiste Grou. Ces deux sociétés par actions, au capital de deux millions de livres ou plus, arment des centaines de bateaux.
À partir de 1690, les immigrants irlandais arrivent en grand nombre, près de 20 000 car le traité de Limerick organise leur émigration. Ils sont militaires, comme leurs aînés, mais surtout grands négociants, prenant une part majeure au commerce négrier. En 1720, lorsque la production sucrière décolle à Saint-Domingue, que les plantations s'étendent vers le Sud de l'île, Nantes assure à lui seul 44 % du grand commerce français, selon le livre La France au XVIIIe siècle : 1715-1787 d'Olivier Chaline (1996). Nantes devient la seule ville de province à avoir dix millionnaires.
La famille suisse Pourtalès, qui s'est enrichie dans les indiennes de coton, va installer une fabrique d'indiennes à Nantes, dans la deuxième partie du XVIIIe siècle, à l'époque où Saint-Domingue se diversifie aussi vers le coton et réexporte une large partie de son coton vers la région de Manchester, où émergent les premiers industriels du coton britannique. Mais Nantes se spécialise d'autant plus sur le sucre que la ville voit s'installer des sucreries, comme celle du frère de l'économiste Jean-Baptiste Say, ancêtre du groupe Beghin-Say.

## Bordeaux

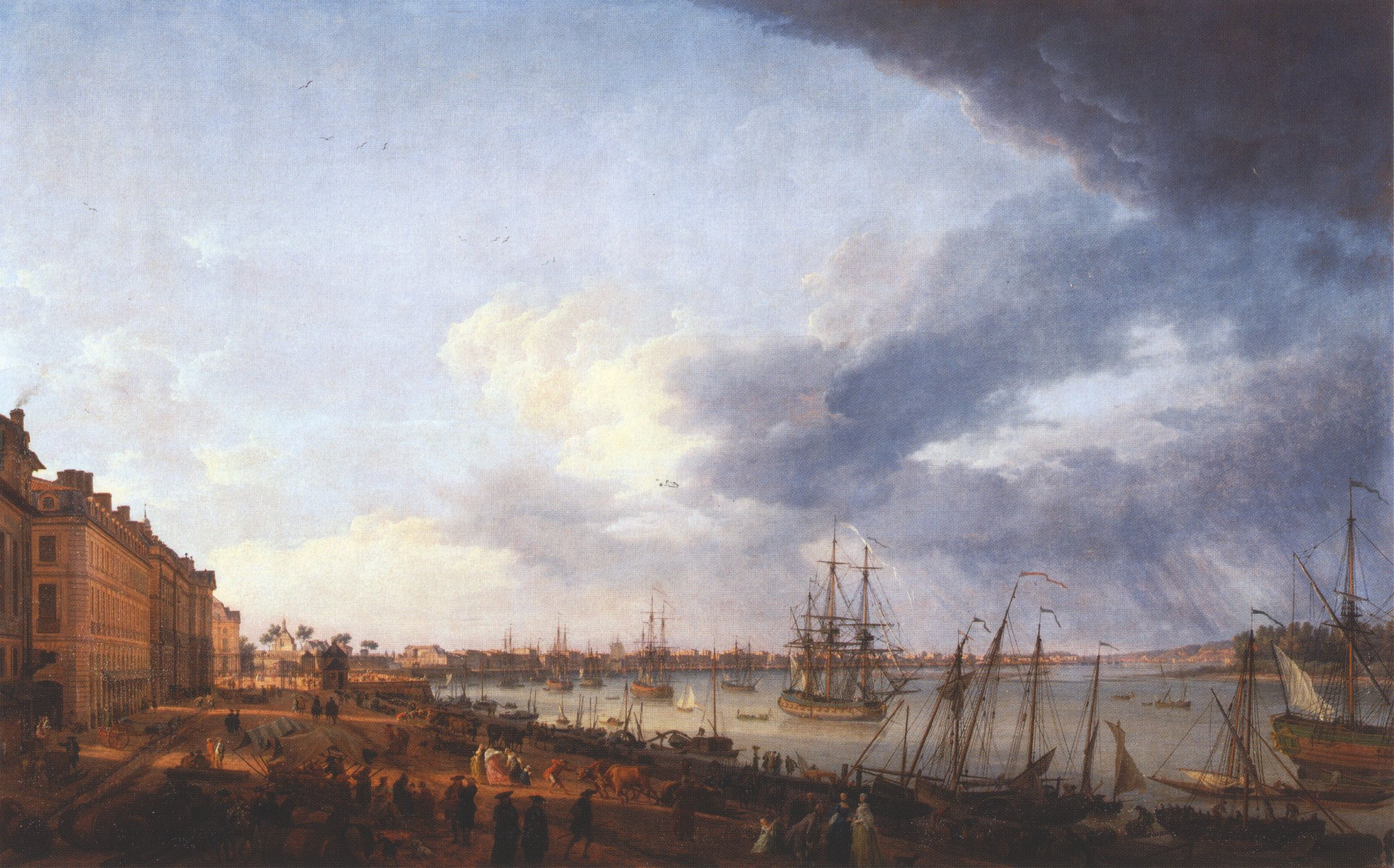
Le port de Bordeaux au XVIIIe siècle.

Le port de Bordeaux prend la tête devant Nantes, dans la deuxième partie du siècle, et contrôle 40 % du grand commerce français, grâce à la proto-industrie de son arrière-pays, en particulier les régions textiles de Mazamet et surtout de Montauban. Les navires bordelais cinglent directement vers Saint-Domingue apporter des textiles et reviennent chargés de sucre, tandis que Nantes se concentre sur le commerce triangulaire, faute de produits à valeur ajoutée à exporter aux Antilles. Les navires négriers bordelais permettent d'assurer aux plantations leur expansion territoriale vers le sud de Saint-Domingue, mais n'ont pas le tonnage suffisant pour ramener l'énorme quantité de sucre produite par l'île, qui est devenue le premier exportateur mondial, loin devant la Jamaïque anglaise et la Barbade.

## Le Havre

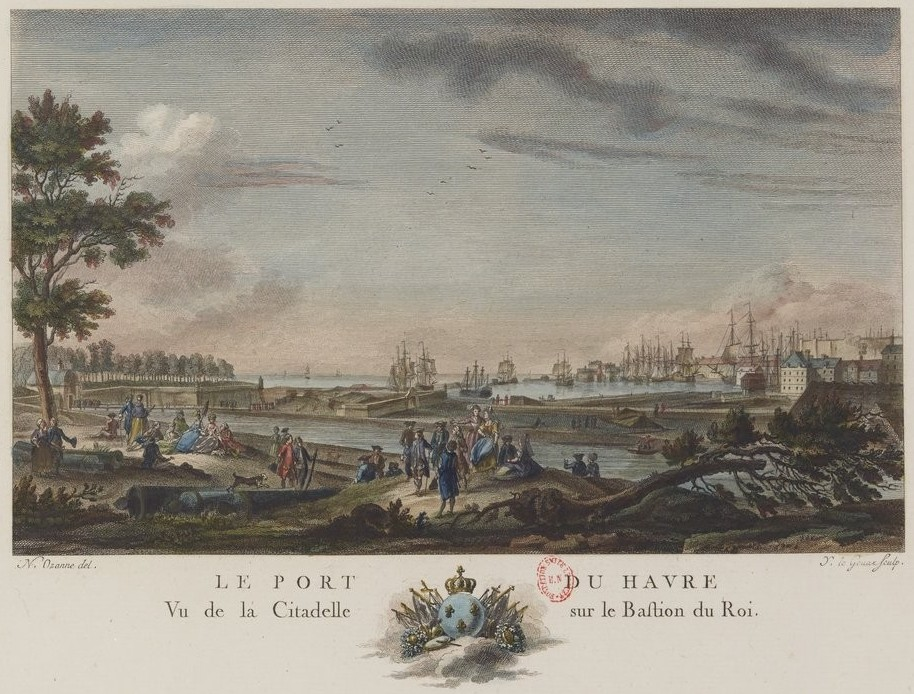
Le port du Havre en 1776.

La ville portuaire est de son côté animée par les familles protestantes d'Alsace, de Suisse et d'Allemagne, qui importent d'abord du tabac de Virginie, puis du coton, du café et de l'indigo, y compris à Saint-Domingue mais aussi en Louisiane. Les chariots revenant vides au retour vers le Havre, ces derniers imaginent de s'en servir pour l'émigration vers les États-Unis à partir des années 1820,

## Saint-Malo

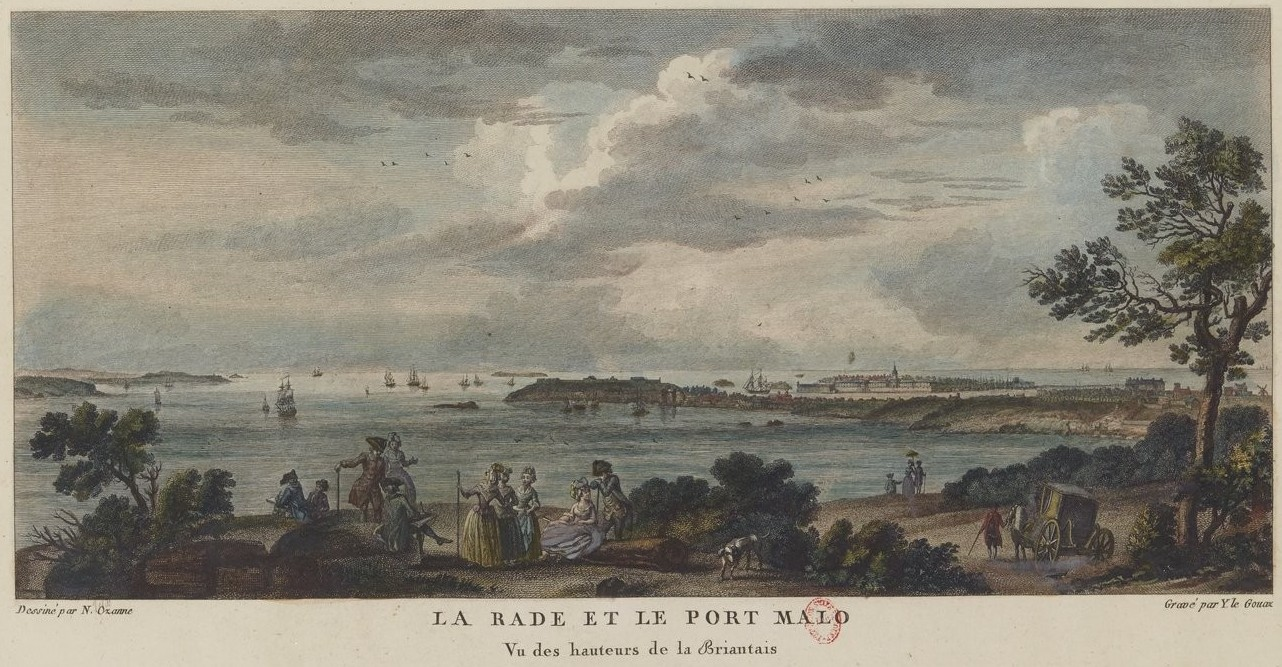
Saint-Malo à la même époque que Le Havre et Nantes.

L'histoire de Saint-Malo s'est accélérée lors de la fondation de la Compagnie des Indes en 1664, puis quand le port de Lorient est inauguré quelques années plus tard, les commerçants et armateurs malouins sont en première ligne : ils eurent l'idée d'armer leurs navires marchands «en course» afin d'assurer la protection de la flotte royale. Les navires de commerce furent donc transformés en navires d'armement.
Les grandes expéditions dans les mers du Sud, sous le pavillon de la Compagnie royale de la mer du Sud (1698), rapportèrent des millions de piastres en provenance de l'empire espagnol et de ses riches villes minières de la zone pacifique.
Les premiers navigateurs de la mer du Sud préférèrent passer  par le détroit de Magellan, grâce au recours à des pilotes fortement rétribués. Jacques Gouin de Beauchêne, capitaine du Phelypeaux, navigua ainsi dans le détroit de Magellan en 1699, même s'il passa au retour d'Ouest en Est, par le cap Horn, dans un sens où la traversée fut plus facile. L’expédition d’Alain Porée, Joseph Trublet et Jean-Baptiste Bécard part de Saint-Malo le 25 août 1703, à destination des colonies espagnoles de l’Amérique du Sud fut la première française à passer le cap Horn dans l'autre sens, d'Est en Ouest.
Ces grandes expéditions dans les Mers du Sud permirent aussi l'attaque de Rio de Janeiro en 1711 par l'escadre de René Duguay-Trouin, ou l'expédition de Moka, qui revint chargée de précieux café du Yémen. Les grands armateurs de la ville, Noël Danycan, 
François-Auguste Magon de la Lande ou Luc Magon de la Balue sont rejoints par le corsaire irlandais Phillip Walsh, dont les fils partirent cependant à Nantes créer la dynastie de spécialistes de la Traite négrière d'Antoine Walsh.

## Lorient
Construit sous Louis XIV pour le monopole du commerce vers l'Orient, Lorient perd ce monopole dans les années 1720 lorsque la Compagnie du Mississippi de John Law est obligée de se diversifier, la Louisiane ne parvenant pas à décoller. Les années 1720 à 1740 voient une forte implantation des Français dans tout l'Est et le Sud de l'Inde (Goa, dans l'Ouest ayant été un fief portugais repris par les Hollandais). Ils contrôlent des dizaines de comptoirs, beaucoup plus que les Anglais, grâce à l'action de Dupleix. Le développement de ce commerce profite aussi à la colonisation des îles de l'océan Indien, dont La Réunion et l'île Maurice.

## Marseille

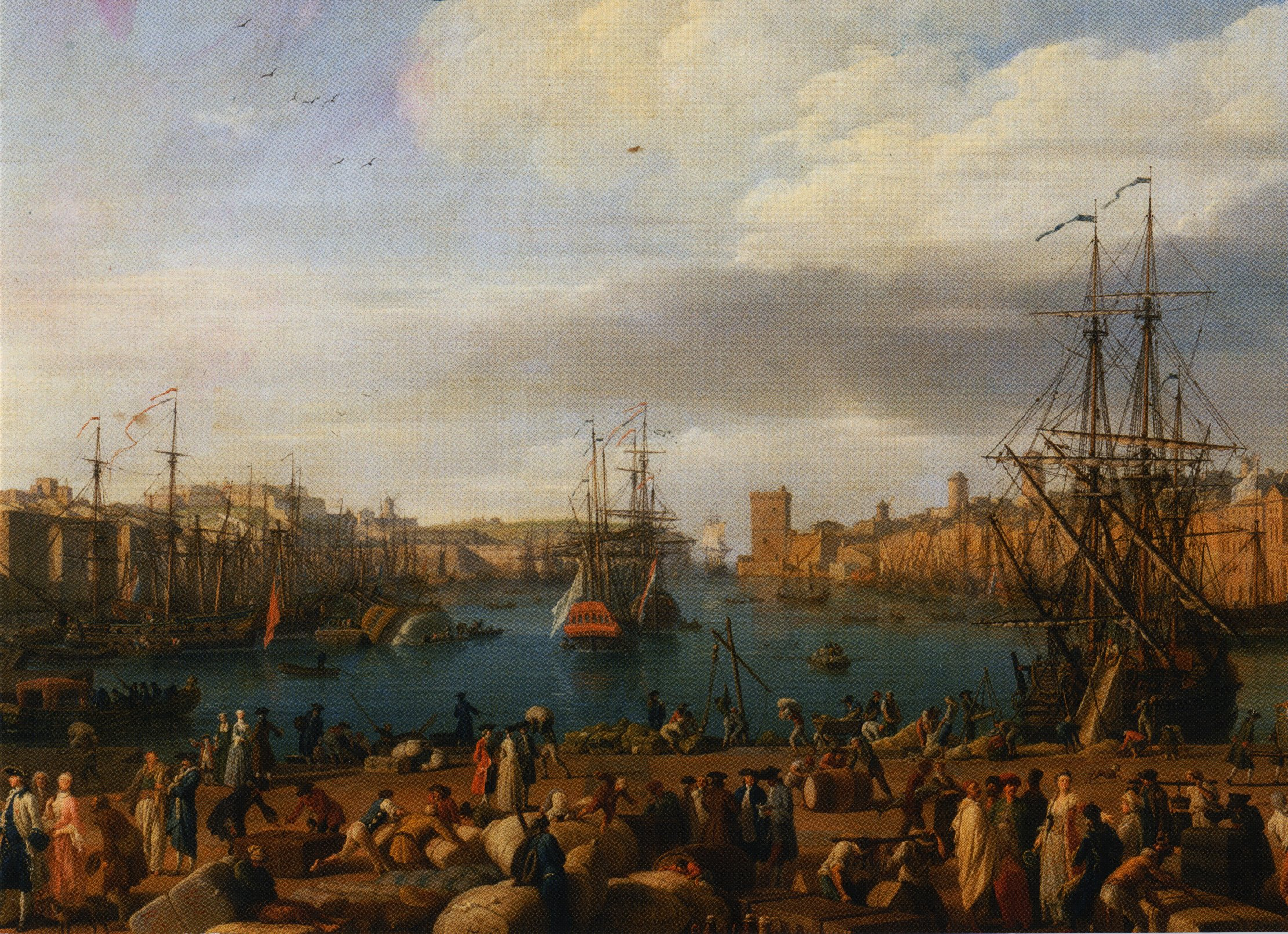
Le port de Marseille au XVIIIe siècle.

La ville connaît aussi une forte croissance, mais surtout dans la deuxième partie du siècle. Ce sont les colonies d'Afrique au XIXe siècle, en particulier l'Algérie où l'on cherche à planter du coton, qui assureront sa véritable expansion. Marseille avait déjà connu au siècle précédent une expansion portée par son statut de port franc, accordé par Colbert, en profitant du commerce méditerranéen vers la Turquie et le Proche-Orient, portes de l'Asie, qui était contrôlé par la communauté des Arméniens de Marseille.

## Sources
- Olivier Chaline, La France au XVIIIe siècle : 1715-1787, 1996
- (en) Robin Blackburn, The Making of New World Slavery
- François Crouzet, La Rivalité économique franco-anglaise au XVIIe siècle